# Trinia hispida
Trinia hispida är en växtart i släktet Trinia och familjen flockblommiga växter. Den beskrevs av Franz Georg Hoffmann 1814.
Arten är en perenn ört som växer i Östeuropa, från Ukraina till Kazakstan och Kaukasus. En population finns också i Bosnien-Hercegovina.